# Antoine Peemans
Antoine Joseph Peemans (Leuven, 5 juni 1785 - Esneux, 9 augustus 1876) was handelaar en lid van het Belgisch Nationaal Congres.

## Levensloop
Peemans was een geslaagd zakenman toen hij door de kiezers van het arrondissement Leuven naar het Nationaal Congres werd gestuurd. Hij werd genoteerd als behorende tot de groep van antiklerikalen. Hij stemde zoals de meesten: voor de onafhankelijkheidsverklaring, voor de eeuwigdurende uitsluiting van de Nassaus, voor de hertog van Nemours als staatshoofd, voor Surlet de Chokier als regent.
Op 30 maart 1831 werd akte genomen van zijn ontslag. Hij deelde mee dat volgens hem, eenmaal de Grondwet goedgekeurd, het Congres geen reden van bestaan meer had en moest worden opgeheven.
Peemans trouwde in december 1813 te Brussel met Emilie Jeanne Laroche, afkomstig uit Colmar.